# Ramla
Pour les articles homonymes, voir Rama et Ramla (homonymie).
Ne doit pas être confondu avec Ramallah.
Ramla (en arabe : الرملة, ar-Ramlah ; en hébreu : רמלה, Ramlāh ; anciennement, Rama), est une ville israélienne et la capitale administrative du district centre. La population de la ville s’élevait en 2004 à 63 462 habitants (d'après le bureau des statistiques israélien) et est constituée à 80 % de Juifs, à 16 % d'Arabes musulmans et à 4 % d'Arabes chrétiens. L'une des plus importantes communautés Karaites habite à Ramla.

## Histoire

### Des origines à 1948

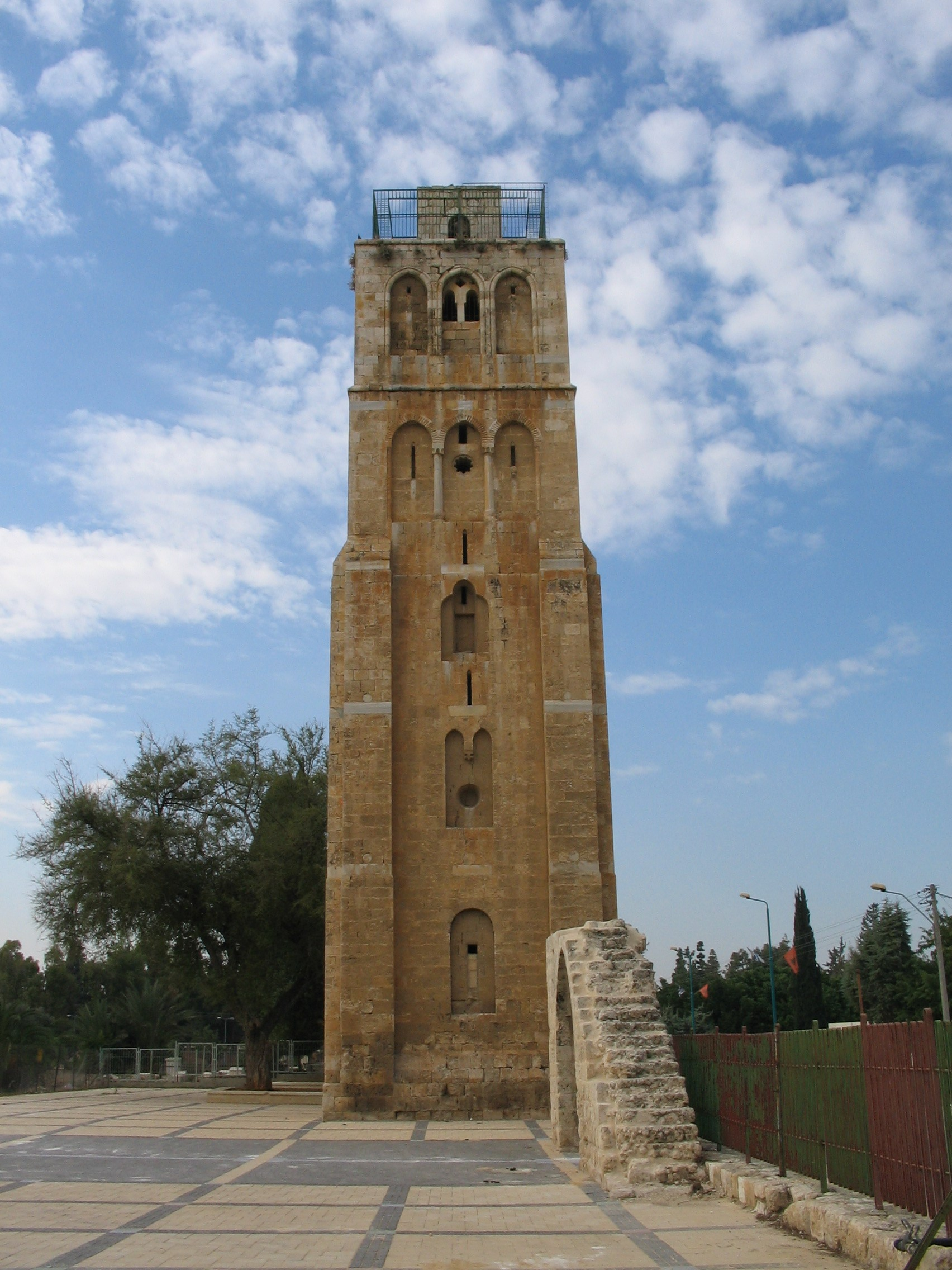
La Tour blanche, vestige de l'église romane transformée en mosquée blanche de Ramla, XIIIe siècle.

Ramleh est fondée en 716 par le calife omeyyade Sulayman. C'est la seule ville de Palestine construite de toutes pièces par les Arabes. Sulayman y fait expressément construire son palais, la mosquée, l’approvisionnement en eau (un canal et des citernes) et impose le plan de la ville (voirie, répartition des îlots), mais laisse aux habitants le soin de construire les maisons.
Les travaux de construction de Sulayman étaient financièrement gérés par un chrétien de Lydda, Bitrik ibn al-Naka. Après sa construction, beaucoup  de chrétiens et de Samaritains de Lydda ainsi que les Juifs ont peuplé la nouvelle ville.
Elle sert de capitale administrative pour la région sous les Omeyyades et les Abbasides. Grâce à sa situation au croisement des routes entre Jérusalem et Jaffa, et entre l’Égypte et Damas, la ville est prospère jusqu'à l'époque des Croisades. Au sein de la communauté juive, elle est désignée par les noms de « Gath, Gath-Rimmon ou Ramathaim-Zophim » car elle est identifiée à ces villes bibliques.
Au XIe siècle, l'académie talmudique de Jérusalem est temporairement transférée à Ramleh. La ville abrite des communautés juives rabbanites et karaïtes. Elle subit un raid des Bédouins en 1025, et deux tremblements de terre en 1033 et en 1067. Le second aurait fait 25 000 morts. Les Croisés s'emparent de la ville en 1099. Elle est le centre de la seigneurie de Rama pendant les Croisades. Benjamin de Tudèle visite la ville en 1170-1171; les communautés ont alors été dispersées. Après avoir été prise par le sultan mamelouk Baybars, elle retrouve son statut de capitale régionale. Au XIVe siècle, c'est la plus grande ville de Palestine. Elle décline sous la domination ottomane.

### Guerre de 1948
Le plan de partage de la Palestine voté  le 29 novembre 1947 par l'Organisation des Nations unies prévoyait 2 Etats à la fin du mandat britannique sur la Palestine : un Etat juif et un Etat arabe. La ville et ses alentours sont attribués au futur Etat arabe devant être créé après le départ des Britanniques, prévu le jour de la fin du mandat britannique en Palestine mandataire, le 15 mai 1948.

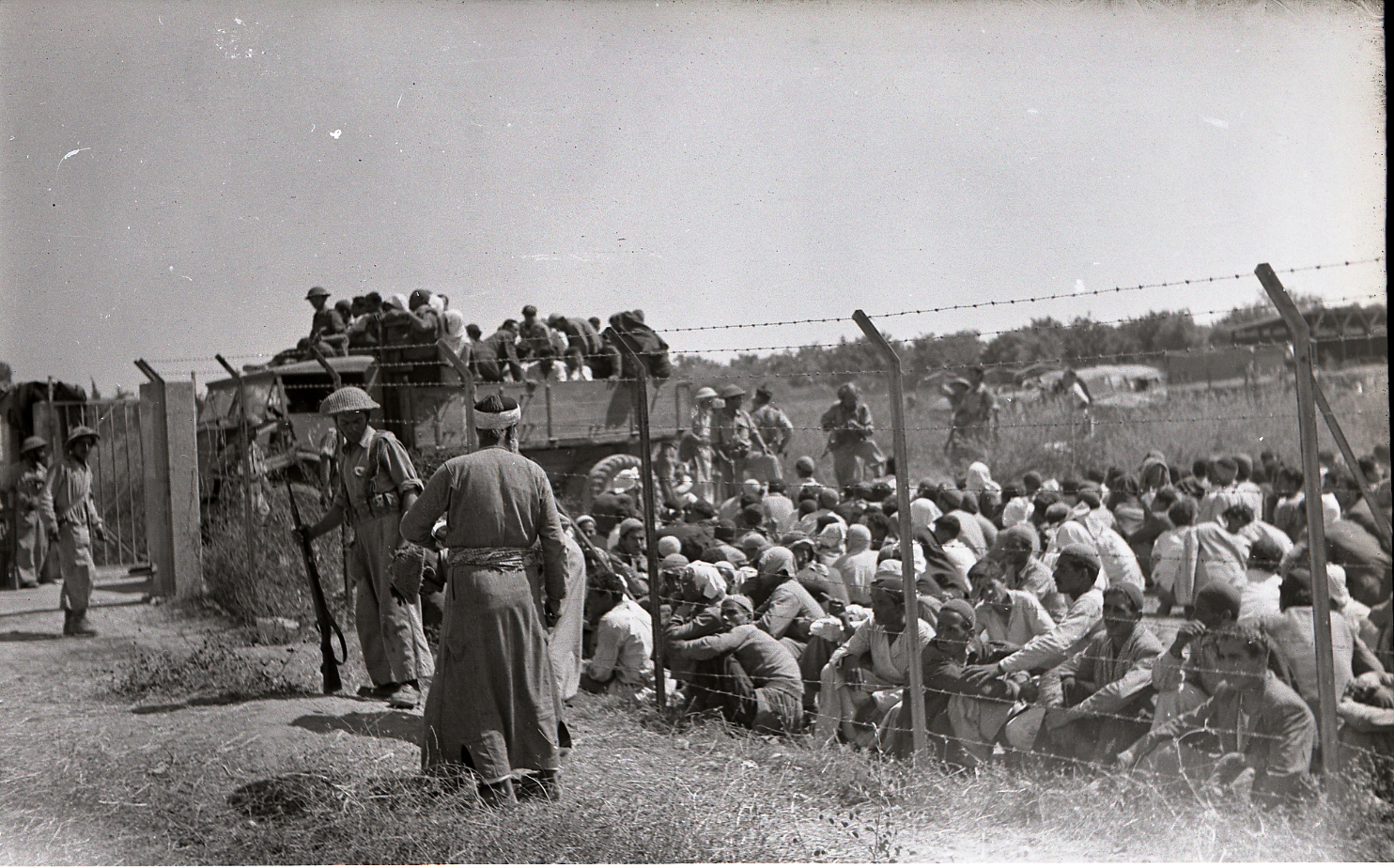
Des Palestiniens dans la ville de Ramla vus derrière une clôture de barbelés, avant d'être expulsés par les forces israéliennes.

Après cette date, la Légion arabe jordanienne assure la protection et la sécurité[réf. nécessaire]. Les Israéliens attaquent la zone du 9 au 18 juillet 1948 au cours de l'Opération Dani, à l'issue de laquelle l'ensemble de la population de Lydda - qui deviendra après sa conquête par l'armée israélienne la ville de Lod - et Ramla, et ceux qui y avaient trouvé refuge (entre 50 000 et 70 000 personnes), sont expulsés vers Latroun et Ramallah. Au total, les opérations menées firent entre 500 et 1300 victimes arabes  palestiniennes, dont un nombre indéterminé de morts par déshydratation parmi ceux qui parcoururent, à pied et sans eau, les 50 km les séparant de Ramallah. Les événements sont restés gravés dans la mémoire collective palestinienne comme la « marche de la mort ».
Après sa conquête, elle accueille des immigrants juifs notamment en provenance des pays arabes qui sont logés dans trois maabarot. Ramla acquiert ensuite le statut de ville de développement. Quand les Juifs karaïtes durent quitter l'Égypte, beaucoup se fixèrent à Ramla, à proximité de Tel-Aviv où ils furent rejoints par les membres de la dernière communauté karaïte en pays arabe, celle de Hitt en Irak.

### Eichmann
C'est à la prison de Ramla que fut pendu le 31 mai 1962 aux alentours de minuit, l'Obersturmbannführer SS (grade équivalent à celui d'un lieutenant-colonel) et criminel nazi Adolf Eichmann reconnu notamment coupable à son procès de crimes de guerre et crimes contre l'humanité, à la suite de sa participation à l'organisation de la Solution finale contre le peuple juif.
Adolf Eichmann avait été condamné à mort à la pendaison par le tribunal du district judiciaire de Jérusalem, à la fin de son procès exceptionnel qui dura plus d'un an, entamé en avril 1961. Adolf Eichmann avait été retrouvé en Argentine en mai 1960 par les services spéciaux israéliens (Mossad) et avait été enlevé et évacué par avion spécial vers Israël, pour être jugé des crimes commis en tant que chef de bureau adjoint au R.S.H.A. de la déportation et du gazage des Juifs arrêtés au départ en Europe orientale puis en Europe occidentale. Le bourreau qui fit son travail alors fut l'agent pénitentiaire Shalom Nagar.

## Personnalités de Ramla
- 'Ubadah bin As-Samit bin Qais, compagnon de Mahomet et plus tard l'un des commandants de l'armée Rashidun. Mort à 72 ans à Ramla l'an 34 de l'Hégire soit en 655[réf. nécessaire].
- Khalil al-Wazir, dit Abu Jihad, dirigeant arabe palestinien.
- Arye Czerner, acteur israélien.
- Michael Fanous, activiste arabe israélien pour la paix.
- Amir Haddad, joueur de tennis israélien.
- Moni Moshonov, acteur et réalisateur israélien.
- Meyrav Trabelsi, chanteuse israélienne.
- Shay Tubali, écrivain israélien.